# Winston Elliott Scott
Winston Elliott Scott (* 6. srpna 1950 v Miami, stát Florida, USA) je americký námořní důstojník, pilot a kosmonaut. Ve vesmíru byl dvakrát.

## Život

### Studium a zaměstnání
Absolvoval střední školu Coral Gables High School na Floridě a pak pokračoval ve studiu na
Florida State University. To ukončil v roce 1972 a nastoupil k postgraduálnímu studiu na vojenské námořní akademii US Naval Academy. Ukončil jej v roce 1980.
Živil se řadu let jako pilot helikoptéry, po přeškolení létal s proudovými stroji.
V roce 1992 nastoupil do výcvikového střediska budoucích kosmonautů NASA v Houstonu. V jednotce kosmonautů byl 7 let, pak z NASA odešel.

### Lety do vesmíru
Na oběžnou dráhu se v raketoplánech dostal dvakrát s funkcí letový specialista a strávil ve vesmíru 24 dní, 14 hodin a 35 minut. Třikrát vystoupil do volného vesmíru (EVA), strávil v něm 19 hodin a 35 minut. Byl 340. člověkem ve vesmíru.
- STS-72 Endeavour (11. leden 1996 – 20. leden 1996)
- STS-87 Columbia (19. listopadu 1997 – 5. prosince 1997)